# Te Karaka (Gisborne)
Te Karaka ist ein Dorf im Gisborne District auf der Nordinsel von Neuseeland.

## Namensherkunft
Das Dorf ist nach einer einheimischen Baumart benannt, dem Karaka.

## Geographie
Das Dorf befindet sich rund 25 km nordnordwestlich von Gisborne in einer Kehre des Waipaoa River. Rund 1 km nordnordöstlich mündet der Waihora River in den Waipaoa River und rund 2 km westlich fließt der Waikohu River zu. Der New Zealand State Highway 2 passiert das Dorf an seiner Südseite und verbindet es auf direktem Weg mit Gisborne.

## Bevölkerung
Zum Zensus des Jahres 2013 zählte der Ort 480 Einwohner, 12,1 % weniger als zur Volkszählung im Jahr 2006.

## Wirtschaft
Das Dorf lebt von der Farmwirtschaft und vom Gartenbau.

## Söhne und Töchter des Dorfs
- Kiritapu Allan (* 1984), Juristin und Politikerin